# Ginástica artística na Universíada de Verão de 2009 - Masculino
Os resultados masculinos da ginástica artística na Universíada de Verão de 2009 contaram com todas as provas.

## Resultados

### Individual geral
Finais
| Pos.              | Ginasta       | País               | Pontos |
| ----------------- | ------------- | ------------------ | ------ |
| Medalha de ouro   | Japão         | Yosuke Hoshi       | 87,250 |
| Medalha de prata  | Coreia do Sul | Kim Dae Eun        | 55,686 |
| Medalha de bronze | Coreia do Sul | Kim Soo Myun       | 86,950 |
| 4                 | Portugal      | Manuel Campos      | 86,450 |
| 5                 | Hungria       | Marcell Hatrovics  | 86,400 |
| 6                 | Ucrânia       | Mykola Kuksenkov   | 85,850 |
| 7                 | Rússia        | Vladimir Olennikov | 85,550 |
| 8                 | Japão         | Kyoichi Watanabe   | 85,400 |
| 9                 | Rússia        | Emin Garibov       | 85,150 |
| 10                | China         | Liu Zhan Teng      | 85,050 |
| 11                | Hungria       | Vid Hidvegi        | 84,600 |
| 12                | México        | Daniel Corral      | 84,050 |
| 13                | França        | Cyril Tommasonne   | 83,700 |
| 14                | Eslováquia    | Samuel Piasecky    | 83,350 |
| 15                | Reino Unido   | Steven Jehu        | 82,500 |
| 16                | Suíça         | Roland Hauotli     | 82,050 |
| 17                | Reino Unido   | Robert Payne       | 81,500 |
| 18                | Polónia       | Roman Kulesza      | 80,850 |
| 19                | México        | L. Sosa            | 80,600 |
| 20                | Brasil        | Sergio Eras        | 80,350 |
| 21                | Brasil        | Mosiah Rodrigues   | 79,050 |
| 22                | Sérvia        | Milos Paunovic     | 78,500 |
| 23                | Roménia       | Adrian Bucur       | 77,750 |
| 24                | Grécia        | Stavros Kekelos    | 76,150 |

| Pos.              | País            | Ginasta             | Pts    |
| ----------------- | --------------- | ------------------- | ------ |
| Medalha de ouro   | Coreia do Sul   | Kim Soo Myun        | 15,125 |
| Medalha de prata  | Coreia do Norte | Ri Se Gwang         | 14,775 |
| Medalha de bronze | Rússia          | Dmitry Barkalov     | 14,725 |
| 4                 | Ucrânia         | Mykola Kuksenkov    | 14,700 |
| 5                 | Suíça           | ClaudeAlain Porchet | 14,525 |
| 6                 | Cazaquistão     | Stepan Gorbachev    | 14,500 |
| 7                 | Japão           | Makoto Okiguchi     | 14,475 |
| 8                 | Rússia          | Vladimir Olennikov  | 13,875 |

| Pos.              | País          | Ginasta            | Pts    |
| ----------------- | ------------- | ------------------ | ------ |
| Medalha de ouro   | Hungria       | Krisztian Berki    | 15,500 |
| Medalha de prata  | Bielorrússia  | DonnaDonny Truyens | 15,425 |
| Medalha de bronze | Eslovênia     | Saso Bertoncelj    | 15,325 |
| 4                 | Coreia do Sul | Ha Chang Ju        | 14,900 |
| 4                 | Letônia       | Dmitrijs Trefilovs | 14,400 |
| 6                 | Roménia       | Flavius Koczi      | 14,375 |
| 7                 | Coreia do Sul | Kim Ji Hoon        | 14,300 |
| 8                 | China         | Wang Heng          | 13,900 |

| Pos.             | País            | Ginasta            | Pts    |
| ---------------- | --------------- | ------------------ | ------ |
| Medalha de ouro  | Itália          | Alexander Balandin | 15,675 |
| Medalha de prata | China           | Yan Mingyong       | 15,150 |
| Medalha de prata | Coreia do Norte | Ri Se Gwang        | 15,075 |
| 4                | China           | Liu Zhan Teng      | 15,000 |
| 4                | Brasil          | Arthur Zanetti     | 15,000 |
| 6                | França          | Samir Ait Said     | 14,725 |
| 7                | Brasil          | Sergio Eras        | 14,150 |
| 8                | Japão           | Takuya Nakase      | 13,875 |

| Pos.              | País            | Ginasta             | Pts    |
| ----------------- | --------------- | ------------------- | ------ |
| Medalha de ouro   | Roménia         | Flavius Koczi       | 16,    |
| Medalha de prata  | Polónia         | Marek Lyszczarz     | 16,00  |
| Medalha de bronze | China           | Huang Yuguo         | 15,900 |
| 4                 | Coreia do Norte | Ri Se Gwang         | 15,875 |
| 5                 | Roménia         | Marius Berbecar     | 15,725 |
| 6                 | Suíça           | ClaudeAlain Porchet | 15,612 |
| 7                 | Japão           | Makoto Okiguchi     | 15,262 |
| 8                 | Finlândia       | Tomi Tuuha          | 15,100 |

| Pos.              | País         | Ginasta              | Pts    |
| ----------------- | ------------ | -------------------- | ------ |
| Medalha de ouro   | França       | Cyril Tommasonne     | 14,925 |
| Medalha de ouro   | Japão        | Takuya Nakase        | 14,925 |
| Medalha de bronze | Roménia      | Flavius Koczi        | 14,575 |
| 4                 | Japão        | Yosuke Hoshi         | 14,525 |
| 5                 | Suíça        | JeanPhilippe Hayoz   | 14,350 |
| 6                 | França       | Yann Rayepin         | 13,600 |
| 7                 | Roménia      | Marius Berbecar      | 13,575 |
| 7                 | Bielorrússia | Aliaksandr Tsarevich | 13,575 |

| Pos.              | País          | Ginasta              | Pts    |
| ----------------- | ------------- | -------------------- | ------ |
| Medalha de ouro   | Coreia do Sul | Kim Ji Hoon          | 15,625 |
| Medalha de ouro   | Japão         | Takuya Kakase        | 15,575 |
| Medalha de bronze | Japão         | Kyoichi Watanabe     | 15,450 |
| 4                 | Croácia       | Marijo Moznik        | 15,125 |
| 5                 | Ucrânia       | Vitaly Nakonechnyy   | 15,025 |
| 6                 | Bielorrússia  | Aliaksandr Tsarevich | 14,800 |
| 7                 | Ucrânia       | Mykola Kuksenkov     | 14,700 |
| 8                 | Polónia       | Roman Kulesza        | 12,950 |

### Equipes
Finais
| Posição           | País          | Total   |
| ----------------- | ------------- | ------- |
| Medalha de ouro   | Japão         | 269,700 |
| Medalha de prata  | Rússia        | 263,400 |
| Medalha de bronze | China         | 260,250 |
| 4                 | França        | 260,050 |
| 5                 | Coreia do Sul | 259,550 |
| 6                 | Roménia       | 259,250 |
| 7                 | Hungria       | 258,350 |
| 8                 | Ucrânia       | 254,800 |